# Hidrasund II
Die Hidrasund II ist eine ehemalige Doppelendfähre der norwegischen Reederei Norled.

## Geschichte
Das Schiff wurde 1969 unter der Baunummer 10 auf der Werft Sterkoder Mek. Verksted in Kristiansund für die Reederei Møre & Romsdals Fylkesbåtar in Kristiansund gebaut. Es wurde als Halsa in Dienst gestellt. Die Fähre wurde bis Ende 1990 auf verschiedenen Strecken in der norwegischen Provinz Møre og Romsdal eingesetzt. 1991 wurde das Schiff an die Reederei Flekkefjord Dampskipsselskap in Flekkefjord verkauft und in Hidrasund II umbenannt. Flekkefjord Dampskipsselskap nutzte die Fähre bis 2001 auf der Strecke zwischen Kvellandstrand und Lauvnes. Anschließend wurde sie auf der Strecke zwischen Abelnes und Andabeløy eingesetzt. Ab 2004 fuhr die Fähre zeitweise in Charter anderer Reedereien. 2007 wurde die Flekkefjord Dampskipsselskap ein Tochterunternehmen von Tide Sjø, aus der wiederum Anfang 2012 die Reederei Norled hervorging. Die Fähre diente in erster Linie als Ersatzschiff auf den Fährverbindungen zwischen Kvellandstrand und Lauvnes bzw. Abelnes und Andabeløy und stand für Chartereinsätze durch andere Reedereien zur Verfügung. 2022 wurde sie an das norwegische Unternehmen M. Hjorteseth Shipping verkauft und in Flekko II umbenannt. M. Hjorteseth Shipping nutzt das Schiff als Arbeitsplattform bzw. für küstennahe Transporte.

## Technische Daten und Ausstattung
Das Schiff wird von zwei KHD-Dieselmotoren des Typs SBA816 mit jeweils knapp 300 PS Leistung angetrieben. Für die Stromerzeugung stehen zwei von Cummins-Dieselmotoren mit jeweils 80 PS angetriebene Generatoren zur Verfügung.
Die Fähre verfügt über ein durchlaufendes Fahrzeugdeck. An beiden Enden befinden sich herunterklappbare Rampen. Die maximale Achslast auf dem Fahrzeugdeck beträgt 13 t. Das Fahrzeugdeck ist im mittleren Bereich überbaut. Auf die Aufbauten ist mittig das Steuerhaus aufgesetzt.